# Kommun- och fylkesval i Norge 2019
Kommun- och fylkesvalet 2019 (no. kommunestyre- og fylkestingsvalget 2019) är ett lokalval i Norge 9 september 2019.
Vid valet ska det väljas representanter till alla fylkestinger och kommunestyrer i Norge. 
Den 8 juni 2017 beslutade Stortinget att slå ihop 121 kommuner till 47 nya kommuner och att reducera antalet fylken till 11. Valet hösten 2019 kommer att genomföras som om sammanslagningen redan är genomförd, så att alla invånare i den nya kommunen/fylkeskommunen kan ställa upp i valet och ha rösträtt till det nya kommunestyret respektive fylkestinget. Kommunaldepartementet har föreslagit ändringar i vallagen, valförordningen och två speciella förordningar om genomförande av val som enbart gäller 2018 och 2019. Bland de föreslagna ändringarna är en gemensam nämnd i de fylken som skall slås ihop så att vallagens § 4-3 inte gäller, och att antal valgstyrer(no) reduceras från 19 till 11.